# Pedro Canavarro
Pedro Manuel Guedes de Passos Canavarro (ur. 9 maja 1937 w Santarém) – portugalski polityk, historyk, historyk sztuki i nauczyciel akademicki, poseł do Parlamentu Europejskiego III kadencji.

## Życiorys
Prawnuk polityka i prawnika Passos Manuela. Ukończył studia historyczne na Uniwersytecie Lizbońskim, zdobył dyplom z zakresu muzealnictwa i konserwacji zabytków. Został wykładowcą na macierzystej uczelni, a także profesorem w Instituto Superior de Línguas e Administração Leiria i w Wyższym Instytucie Dziennikarskim. Specjalizował się w zakresie historii sztuki, sztuki portugalskiej i cywilizacji greckiej. Pracował też m.in. w Museu Nacional de Arte Antiga i jako lektor języka portugalskiego na uniwersytetach w Japonii. Był komisarzem XVII Wystawy Sztuki, Nauki i Kultury z 1983 Exposição de Arte, Ciência e Cultura oraz komisarzem generalnym Portugalii podczas festiwalu sztuki Europalia 89 w Japonii. Kierował Stowarzyszeniem Przyjaźni Portugalsko-Japońskiej i Towarzystwem Ochrony Dziedzictwa Historycznego i Kulturowego w Santarém.
Związał się z Demokratyczną Partią Odnowy, w której był później sekretarzem generalnym i przewodniczącym. Zasiadał w radzie miejskiej w Santarém i w Zgromadzeniu Republiki. W 1989 uzyskał mandat posła do Parlamentu Europejskiego z listy Partii Socjalistycznej (jako jedyny przedstawiciel PRD). Przystąpił do frakcji socjalistycznej, jednak w grudniu 1990 przeszedł do Grupy Tęcza. W 1991 wystartował jako lider listy Demokratycznej Partii Odnowy w wyborach parlamentarnych. Po porażce wystąpił z delegacji Partii Socjalistycznej i zaczął reprezentować własne ugrupowanie (w którym jednocześnie utracił przywództwo). W Europarlamencie należał m.in. do Komisji ds. Środowiska Naturalnego, Zdrowia Publicznego i Ochrony Konsumentów, Komisji ds. Zagranicznych i Bezpieczeństwa oraz Delegacji ds. stosunków z Japonią. Później kandydował do Europarlamentu jako niezależny we Włoszech.
Jest rozwiedziony, ma troje dzieci. Został wielokrotnie odznaczony, m.in. jako Wielki Oficer (1983) i Krzyżem Wielkim (2012) Orderu Infanta Henryka oraz Złotych i Srebrnych Promienie Orderu Wschodzącego Słońca. 